# Alte Kapelle (Haßbergen)
Koordinaten: 52° 43′ 53,4″ N, 9° 13′ 35,9″ O

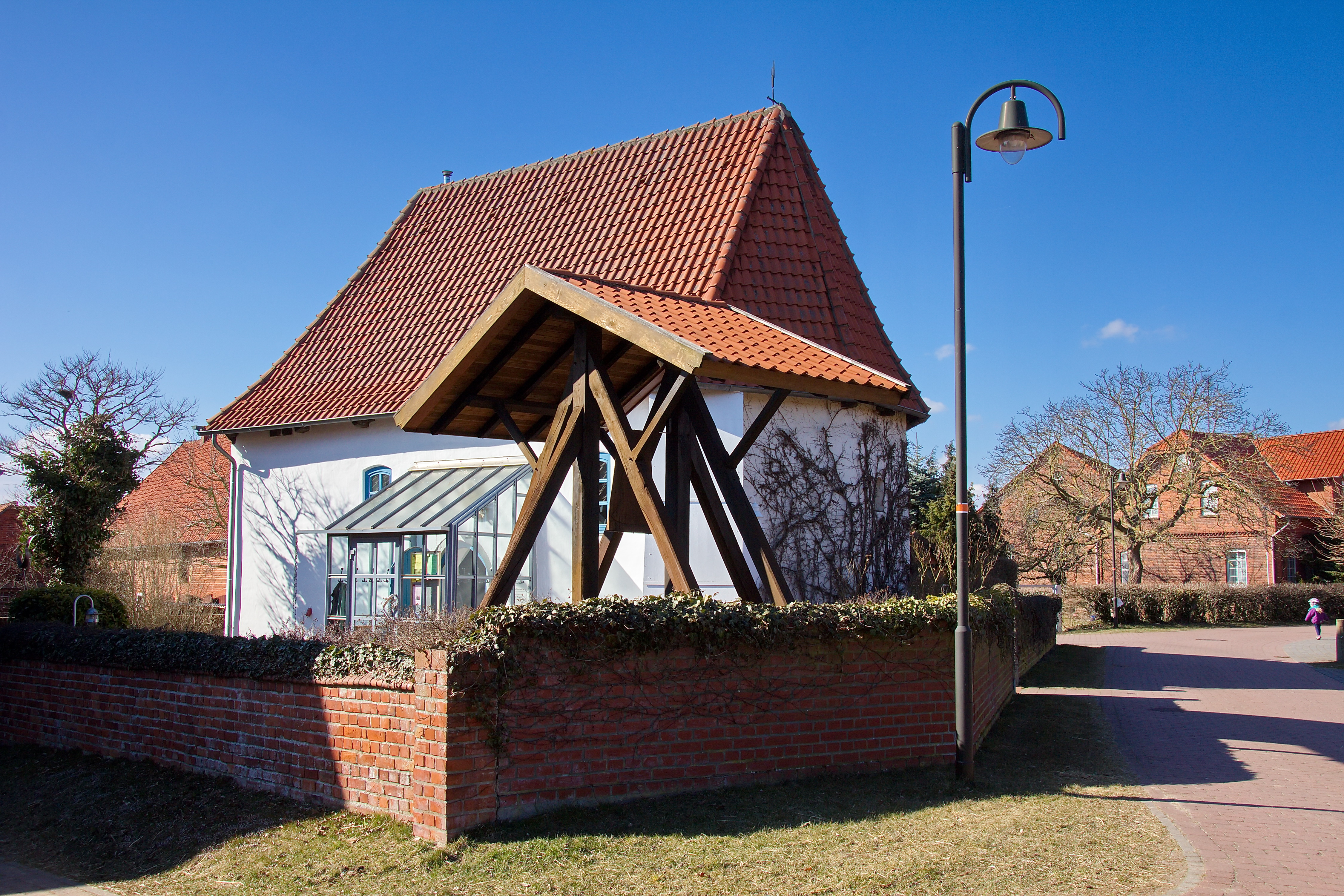
Alte Kapelle in Haßbergen (2013)

Die Alte Kapelle (Marienkapelle) in der Kapellenstraße 6 in Haßbergen ist ein altes Kapellenbauwerk auf einem Geestsporn oberhalb des Flusslaufs der Weser. 

## Baugeschichte
Im ausgehenden 14. Jahrhundert wurde hier eine Fachwerkkapelle errichtet, die dann zu Beginn des 16. Jahrhunderts in einen recht unscheinbaren Backsteinbau umgewandelt wurde. Um 1530 zog die Reformation in die Gegend.
Die Stützpfeiler am Gebäude werden auf die Zeit von 1550 geschätzt. Sie wurden um 1800 erneuert. 
1610 kam es zu einem Brand und nachfolgend wurde die Kapelle erneut umgebaut, sodass sie zu diesem Zeitpunkt die heutige Kubatur erhielt. 
Die Kapelle ist aus Backsteinen in Handstrichfertigung als Saalbau mit Polygonschluss unter einem Walmdach errichtet worden. Umgeben ist die Kapelle von einer niedrigen Mauer aus Backstein. 1660 erhielt das kleine Gebäude eine Empore im Kirchraum. 
Ein weiterer Brand des Dachstuhls ist für 1677 verzeichnet. 
Die noch erhaltene Wetterfahne datiert mit der Inschrift auf das Jahr 1761, sodass von einem Umbau zur damaligen Zeit ausgegangen wird. Im Kapellenbau befindet sich die Grablege des Gutsverwalters Justus Schreve († 1773).
Die Kapelle hat keinen Turm, aber einen freien Glockenträger aus Holz unter einen Satteldach. Die frühere Glocke wurde in den Turm der Marienkirche in Haßbergen verbracht. 

## Denkmalschutz
Die Alte Kapelle in Haßbergen steht aus geschichtlichen und städtebaulichen Gründen unter Denkmalschutz, auch wenn der Sakralbau inzwischen umgenutzt wird. Der Eintrag in das Denkmalverzeichnis erfolgte im Februar 1988.

## Neue Marienkirche in Haßbergen und Entwidmung
1962 wurde die Marienkirche in Haßbergen eingeweiht. Die Innenausstattung der Kapelle wurde in die Kirche übertragen.
Mangels Nutzung verfiel die Kapelle zusehends. 1989 wurde die Kapelle, nachdem die Kirchengemeinde einen Abrissantrag gestellt hatte, entwidmet und für 1,00 Deutsche Mark an den Heimatverein verkauft, der eine umfangreiche Sanierung begann. 

## Veranstaltungen
Die Kapelle wurde ab den 1990er Jahren zu einem überregional bedeutsamen Veranstaltungsort.
Aus der Interessentenschaft des Heimatvereins bildete sich 1991 zunächst die Band Die Kapellis, die bis Ende 2023 Bestand hatte. 2009 wurde die Band Old Chapel Five gegründet, die heute noch Bestand hat.

## Nachweise
1. ↑  Weiß/Dehio, S. 655
2. ↑   Grube/Grossmann, S. 35 ff.
3. ↑  Grube/Grossmann, S. 21
4. ↑  Denkmalatlas Niedersachsen: Marienkapelle (ID: 31042566).
5. ↑  Rödiger, S. 41